# Kimino
Kimino (Japans: 紀美野町; -cho) is een gemeente in het District Kaiso van de prefectuur Wakayama.
Op 1 januari 2006 had de gemeente 12 008 inwoners en een bevolkingsdichtheid van 93,81 inw./km². De oppervlakte van de gemeente bedraagt 128,01km².
De gemeente ontstond op 1 januari 2006 na de fusie tussen de gemeenten Misato en Nokami. Sindsdien is het de enige gemeente in het District Kaiso.